# Municipio de Coolin
El municipio de Coolin (en inglés: Coolin Township) es un municipio ubicado en el condado de Towner en el estado estadounidense de Dakota del Norte. En el año 2010 tenía una población de 39 habitantes y una densidad poblacional de 0,42 personas por km².

## Geografía
El municipio de Coolin se encuentra ubicado en las coordenadas 48°24′50″N 99°1′31″O / 48.41389, -99.02528. Según la Oficina del Censo de los Estados Unidos, el municipio tiene una superficie total de 93.35 km², de la cual 92,9 km² corresponden a tierra firme y (0,49 %) 0,45 km² es agua.

## Demografía
Según el censo de 2010, había 39 personas residiendo en el municipio de Coolin. La densidad de población era de 0,42 hab./km². De los 39 habitantes, el municipio de Coolin estaba compuesto por el 97,44 % blancos, el 2,56 % eran asiáticos. Del total de la población el 0 % eran hispanos o latinos de cualquier raza.